# O Barão de Porto Alegre Liderando as Tropas em Curuzu
O Barão de Porto Alegre liderando as tropas em Curuzu também identificado como Tomada de
Curuzu é uma pintura a óleo produzida 1870, que representa uma cena de guerra do confronto da Batalha de Curuzu ocorrida no século XVII. A vitória das forças imperiais brasileiras sobre as forças paraguaias foi confirmada com a tomada da Fortaleza de Curuzu. 
A tela toda foi pintada em variações de preto, cinza e alguns nuances de amarelo, representando o chão e também o horizonte. O quadro tem a autoria de Victor Meirelles (1832-1903).